# جو رايلي (لاعب هوكي الجليد)
جو رايلي (بالإنجليزية: Joe Riley)‏ هو لاعب هوكي الجليد أمريكي، ولد في 14 ديسمبر 1923 في ميدفورد في الولايات المتحدة، وتوفي في 25 أكتوبر 1976.